# Völgy

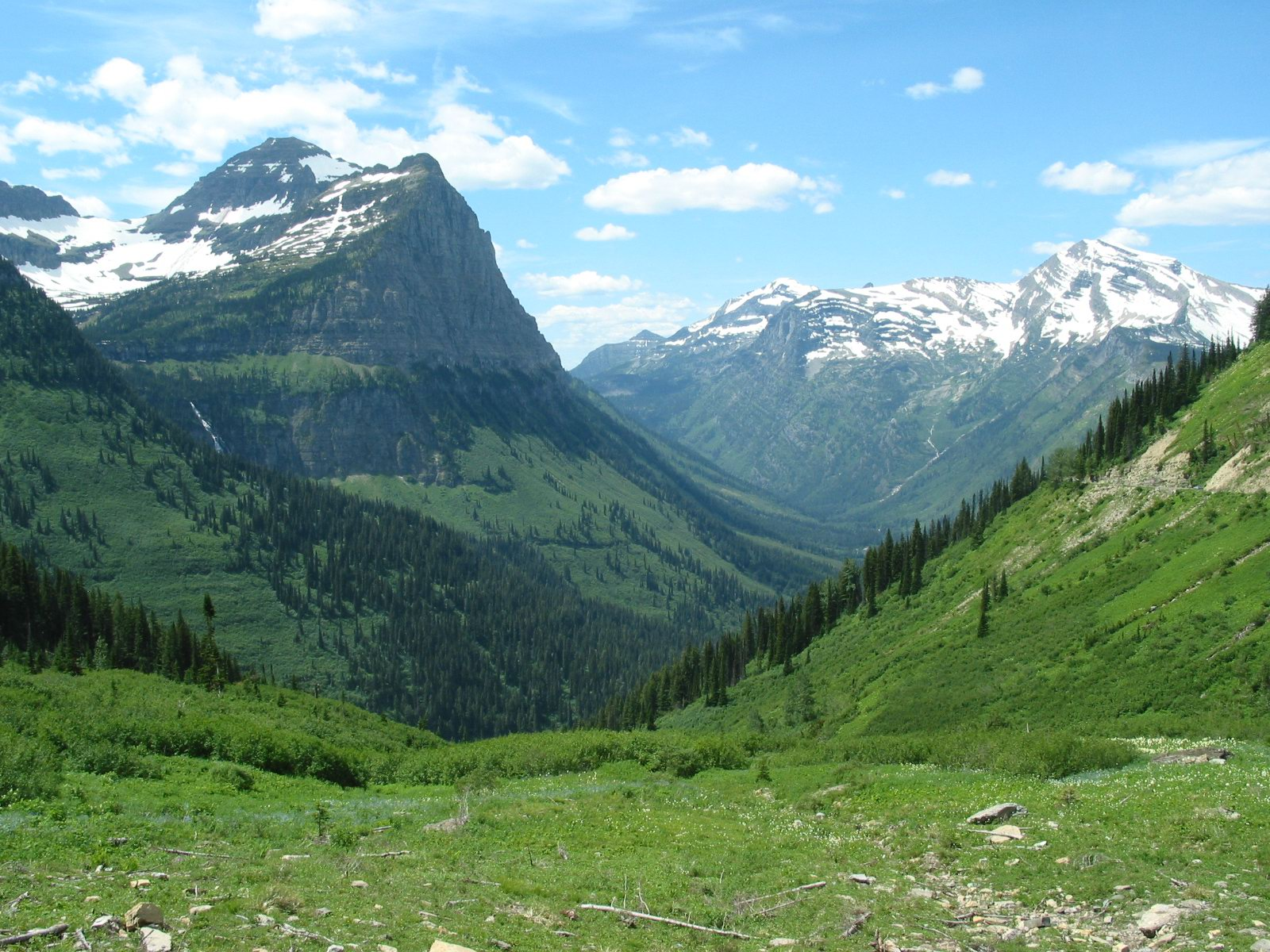

A völgy a hegyeket elkülönítő mélyedés, melynek számos fajtáját különböztetik meg.
Leggyakoribbak a hosszanti és a kereszt- vagy harántvölgyek. Ezek neve onnan ered, hogy a hegységek hosszában vagy keresztben húzódnak. A hosszanti völgyek rendszerint tágasak és a fenekükön felhalmozódó hordalékból álló talaj miatt lapályosak, bennük kisebb-nagyobb völgyi síkok vannak. A keresztvölgyek általában keskenyek, sok helyen völgyszorosokká szűkülnek. A hegyhasadékok is nagyobbrészt keresztvölgyek, sőt valószínű, hogy keletkezésekor minden keresztvölgy csak hegyhasadék volt, amilyen például a Tordai-hasadék.
A keresztvölgyek legszebb példája Magyarországon a visegrádi völgyszoros. Közép-Európában az ausztriai Alpok mutatják a hosszanti- és keresztvölgyek legtanulságosabb példáit.